# Grand Prix des Nations 1946
Grand Prix des Nations 1946, ofic. I Grand Prix des Nations – jeden z wyścigów Grand Prix rozegranych w 1946 roku w Genewie, a drugi spośród tzw. Grandes Épreuves.

## Lista startowa
Na niebieskim tle kierowcy, którzy nie wzięli udziału w kwalifikacjach, lecz współdzielili samochód w czasie wyścigu
| Nr | Kierowca                | Zespół                      | Samochód           | Silnik       |   |
| -- | ----------------------- | --------------------------- | ------------------ | ------------ | - |
| 2  | Prince Bira             | prywatny                    | ERA B              | ERA L6c      | ? |
| 4  | Reg Parnell             | prywatny                    | Maserati 4CL       | Maserati L4c | ? |
| 6  | Peter Whitehead         | prywatny                    | ERA B              | ERA L6c      | ? |
| 8  | George Bainbridge       | prywatny                    | ERA B              | ERA L6c      | ? |
| 10 | Raph                    | Ecurie Naphtra Course       | Maserati 4CL       | Maserati L4c | ? |
| 14 | Josef Vojlectovsky      | prywatny                    | Maserati 6CM       | Maserati L6s | ? |
| 16 | Eric Verkade            | prywatny                    | Talbot-Darracq 700 | Talbot L6    | ? |
| 18 | Jean-Pierre Wimille     | Alfa Corse                  | Alfa Romeo 158     | Alfa Romeo   | ? |
| 20 | Achille Varzi           | Alfa Corse                  | Alfa Romeo 158     | Alfa Romeo   | ? |
| 22 | Raymond Sommer          | prywatny                    | Maserati 4CL       | Maserati L4c | ? |
| 24 | Luigi Villoresi         | Scuderia Milano             | Maserati 4CL       | Maserati L4c | ? |
| 26 | George Abecassis        | prywatny                    | Alta GP            | Alta L4      | ? |
| 28 | Bob Gerard              | Bob Gerard Racing           | ERA B              | ERA L6c      | ? |
| 30 | Harry Schell            | Ecurie Lucy O'Reilly Schell | Maserati 6CM       | Maserati L6s | ? |
| 32 | Max Christen            | prywatny                    | Maserati 6CM       | Maserati L6s | ? |
| 34 | Raymond Mays            | ERA                         | ERA D              | ERA L6c      | ? |
| 36 | Ian Connell             | prywatny                    | ERA B              | ERA L6c      | ? |
| 38 | Emmanuel de Graffenried | prywatny                    | Maserati 4CL       | Maserati L4c | ? |
| 42 | Giuseppe Farina         | Alfa Corse                  | Alfa Romeo 158     | Alfa Romeo   | ? |
| 44 | Carlo Felice Trossi     | Alfa Corse                  | Alfa Romeo 158     | Alfa Romeo   | ? |
| 46 | Tazio Nuvolari          | prywatny                    | Maserati 4CL       | Maserati L4c | ? |
| 52 | David Hampshire         | prywatny                    | Delage 15S8        | Delage L8s   | ? |
| 54 | Leslie Brooke           | ERA                         | ERA B              | ERA L6c      | ? |
| Nr | Kierowca                | Zespół                      | Samochód           | Silnik       |   |

## Wyniki

### 1 półfinał
Źródło: silhouet.com

#### Kwalifikacje
| Poz. | Nr | Kierowca            | Konstruktor | Czas   | Poz. s. |
| ---- | -- | ------------------- | ----------- | ------ | ------- |
| 1    | 18 | Jean-Pierre Wimille | Alfa Romeo  | 1:37,5 | 1       |

#### Wyścig
Do finału zakwalifikowało się najlepszych 6 kierowców.
| 1                 |    | 18       | Jean-Pierre Wimille | Alfa Romeo     | 32            | 59:45,5          |  |
| 2                 |    | 20       | Achille Varzi       | Alfa Romeo     | 32            | +0:48,0          |  |
| 3                 |    | 24       | Luigi Villoresi     | Maserati       | 32            | +0:51,0          |  |
| 4                 |    | 4        | Reg Parnell         | Maserati       | 31            | +1 okr           |  |
| 5                 |    | 2        | Prince Bira         | ERA            | 30            | +2 okr           |  |
| 6                 |    | 22       | Raymond Sommer      | Maserati       | 30            | +2 okr           |  |
| 7                 |    | 8        | George Bainbridge   | ERA            | 29            | +3 okr           |  |
| 8                 |    | 10       | Raph                | Maserati       | 29            | +3 okr           |  |
| 9                 |    | 16       | Eric Verkade        | Talbot-Darracq | 28            | +4 okr           |  |
| Niesklasyfikowani |    |          |                     |                |               |                  |  |
|                   |    | 6        | Peter Whitehead     | ERA            | 28            | Silnik           |  |
|                   |    | 14       | Josef Vojlectovsky  | Maserati       | 28            | Świeca zapłonowa |  |
| P                 | Nr | Kierowca | Konstruktor         | Okr.           | Czas / Strata | Komentarz        |  |

#### Najszybsze okrążenie
| Nr | Kierowca            | Konstruktor | Czas   | Okr. |
| -- | ------------------- | ----------- | ------ | ---- |
| 18 | Jean-Pierre Wimille | Alfa Romeo  | 1:47,2 |      |

### 2 półfinał
Źródło: silhouet.com

#### Kwalifikacje
| Poz. | Nr | Kierowca        | Konstruktor | Czas   | Poz. s. |
| ---- | -- | --------------- | ----------- | ------ | ------- |
| 1    | 42 | Giuseppe Farina | Alfa Romeo  | 1:38,3 | 1       |

#### Wyścig
Do finału zakwalifikowało się najlepszych 6 kierowców.
| 1                 |    | 42       | Giuseppe Farina         | Alfa Romeo | 32            | 56:17,2   |  |
| 2                 |    | 44       | Carlo Felice Trossi     | Alfa Romeo | 32            | +0:33,0   |  |
| 3                 |    | 46       | Tazio Nuvolari          | Maserati   | 32            | +1:11,0   |  |
| 4                 |    | 38       | Emmanuel de Graffenried | Maserati   | 31            | +1 okr    |  |
| 5                 |    | 34       | Raymond Mays            | ERA        | 31            | +1 okr    |  |
| 6                 |    | 26       | George Abecassis        | Alta       | 0             | +1 okr    |  |
| 7                 |    | 36       | Ian Connell             | ERA        | 30            | +2 okr    |  |
| 8                 |    | 52       | David Hampshire         | Delage     | 30            | +2 okr    |  |
| 9                 |    | 28       | Bob Gerard              | ERA        | 28            | +4 okr    |  |
| 10                |    | 30       | Harry Schell            | Maserati   | 27            | +5 okr    |  |
| Niesklasyfikowani |    |          |                         |            |               |           |  |
|                   |    | 32       | Max Christen            | Maserati   | 25            | ?         |  |
|                   |    | 54       | Leslie Brooke           | ERA        | 22            | Hamulce   |  |
| P                 | Nr | Kierowca | Konstruktor             | Okr.       | Czas / Strata | Komentarz |  |

#### Najszybsze okrążenie
| Nr | Kierowca        | Konstruktor | Czas   | Okr. |
| -- | --------------- | ----------- | ------ | ---- |
| 42 | Giuseppe Farina | Alfa Romeo  | 1:42,3 |      |

### Finał

#### Wyścig
Źródło: statsf1
| 1                  |    | 42       | Giuseppe Farina         | Alfa Romeo     | 44            | 1:15:49,4          |  |
| 2                  |    | 44       | Carlo Felice Trossi     | Alfa Romeo     | 44            | +1:11,5            |  |
| 3                  |    | 18       | Jean-Pierre Wimille     | Alfa Romeo     | 43            | +1 okr             |  |
| 4                  |    | 46       | Tazio Nuvolari          | Maserati       | 42            | +2 okr             |  |
| 5                  |    | 38       | Emmanuel de Graffenried | Maserati       | 42            | +2 okr             |  |
| 6                  |    | 2        | Prince Bira             | ERA            | 42            | +2 okr             |  |
| 7                  |    | 20       | Achille Varzi           | Alfa Romeo     | 38            | +6 okr             |  |
| 8                  |    | 22       | Raymond Sommer          | Maserati       | 36            | +8 okr             |  |
| Niesklasyfikowani  |    |          |                         |                |               |                    |  |
|                    |    | 26       | George Abecassis        | Alta           | 23            | Awaria mechaniczna |  |
|                    |    | 4        | Reg Parnell             | Maserati       | 1             | Wypadek            |  |
|                    |    | 24       | Luigi Villoresi         | Maserati       | 1             | Wypadek            |  |
| Niezakwalifikowani |    |          |                         |                |               |                    |  |
|                    |    | 34       | Raymond Mays            | ERA            |               |                    |  |
|                    |    | 36       | Ian Connell             | ERA            |               |                    |  |
|                    |    | 52       | David Hampshire         | Delage         |               |                    |  |
|                    |    | 8        | George Bainbridge       | ERA            |               |                    |  |
|                    |    | 10       | Raph                    | Maserati       |               |                    |  |
|                    |    | 6        | Peter Whitehead         | ERA            |               |                    |  |
|                    |    | 14       | Josef Vojlectovsky      | Maserati       |               |                    |  |
|                    |    | 16       | Eric Verkade            | Talbot-Darracq |               |                    |  |
|                    |    | 28       | Bob Gerard              | ERA            |               |                    |  |
|                    |    | 30       | Harry Schell            | Maserati       |               |                    |  |
|                    |    | 32       | Max Christen            | Maserati       |               |                    |  |
|                    |    | 54       | Leslie Brooke           | ERA            |               |                    |  |
| P                  | Nr | Kierowca | Konstruktor             | Okr.           | Czas / Strata | Komentarz          |  |

### Najszybsze okrążenie
Źródło: silhouet.com
| Nr | Kierowca            | Konstruktor | Czas   | Okr. |
| -- | ------------------- | ----------- | ------ | ---- |
| 18 | Jean-Pierre Wimille | Alfa Romeo  | 1:36,4 |      |